# Forsterella faceta
Forsterella faceta är en spindelart som beskrevs av Rudy Jocqué 1991. Forsterella faceta ingår i släktet Forsterella och familjen Zodariidae. Inga underarter finns listade i Catalogue of Life.